# Dobrzany
Dobrzany (tyska: Jacobshagen, kasjubiska: Jakùbòwò) är en småstad i nordvästra Polen, belägen i distriktet Powiat stargardzki i Västpommerns vojvodskap, 25 kilometer öster om Stargard Szczeciński. Tätorten hade 2 372 invånare år 2014 och är centralort i en stads- och landskommun som hade totalt 5 035 invånare samma år.